# عبد الإله فهمي
عبد الإله فهمي من مواليد 3 أغسطس 1973 بمدينة الدار البيضاء ، هو لاعب كرة قدم مغربي سابق شغل مركز مدافع.
لعب لعدة أندية أبرزها الرجاء البيضاوي.
فهمي لعب مع فريق غازي عنتاب سبور التركي 11 مباراة خلال موسم 2005-2006.
و قد لعب ضمن صفوف المنتخب المغربي المشارك في كأس الأمم الأفريقية لكرة القدم 2000 ، و كان قد أقصي المنتخب من الدور الأول بعدما احتل الصف الثالث في المجموعة الرابعة .

## إحصائياته

### دوليا
| المنتخب المغربي | المنتخب المغربي | المنتخب المغربي |
| السنة           | الظهور          | الأهداف         |
| --------------- | --------------- | --------------- |
| 1995            | 1               | 1               |
| 1996            | 2               | 1               |
| 1997            | 1               | 0               |
| 1998            | 0               | 0               |
| 1999            | 1               | 0               |
| 2000            | 1               | 0               |
| 2001            | 2               | 0               |
| 2002            | 5               | 0               |
| 2003            | 1               | 0               |
| 2004            | 2               | 0               |
| 2005            | 1               | 0               |
| Total           | 11              | 7               |

### مع الأندية
| الموسم           | النادي              | البلد  | الدوري                        | الدوري    | الدوري  | الدوري  | الدوري   | أوربا | أوربا     | أوربا   |
| الموسم           | النادي              | البلد  | القسم                         | المباريات | الأهداف | الأوراق | الأوراق  | الكأس | المباريات | الأهداف |
| ---------------- | ------------------- | ------ | ----------------------------- | --------- | ------- | ------- | -------- | ----- | --------- | ------- |
| الموسم           | النادي              | البلد  | القسم                         | المباريات | الأهداف | أنذر    | Red card | الكأس | المباريات | الأهداف |
| 1991 ‏ - 1999 ‏    | نادي الرجاء الرياضي | المغرب | البطولة الوطنية المغربية      | -         | -       | ?       | ?        | /     | -         | -       |
| 1999 ‏ - 2000 ‏    | نادي ليل            | فرنسا  | الدوري الفرنسي الدرجة الثانية | 30        | 5       | ?       | ?        | /     | -         | -       |
| 2000 ‏ - 2001 ‏    | نادي ليل            | فرنسا  | الدوري الفرنسي الدرجة الأولى  | 22        | 0       | ?       | ?        | /     | -         | -       |
| 2001 ‏ - 2002 ‏    | نادي ليل            | فرنسا  | الدوري الفرنسي الدرجة الأولى  | 18        | 2       | ?       | ?        | C1+C3 | 8+3       | 0+0     |
| 2002 ‏ - 2003 ‏    | نادي ليل            | فرنسا  | الدوري الفرنسي الدرجة الأولى  | 19        | 0       | ?       | ?        | IT    | 6         | 1       |
| 2003 ‏ - 2004 ‏    | نادي ستراسبورغ      | فرنسا  | الدوري الفرنسي الدرجة الأولى  | 17        | 2       | ?       | ?        | /     | -         | -       |
| 2004 ‏ - 2005 ‏    | نادي ستراسبورغ      | فرنسا  | الدوري الفرنسي الدرجة الأولى  | 9         | 0       | ?       | ?        | /     | -         | -       |
| 2005 ‏ - 2006 ‏    | Gaziantepspor       | تركيا  | الدوري التركي الممتاز         | 26        | 1       | ?       | ?        | /     | -         | -       |
| أبريل-مايو 2006 ‏ | الخور والدخيرة*     | قطر    | دوري نجوم قطر                 | ?         | ?       | ?       | ?        | /     | -         | -       |
| 2006 ‏            | النادي العربي (قطر) | قطر    | دوري نجوم قطر                 | ?         | ?       | ?       | ?        | /     | -         | -       |
| 2006 ‏ - 2007 ‏    | النادي العربي (قطر) | قطر    | دوري نجوم قطر                 | ?         | ?       | ?       | ?        | /     | -         | -       |
| 2007 ‏            | نادي الرجاء الرياضي | المغرب | البطولة الوطنية المغربية      | ?         | ?       | ?       | ?        | /     | -         | -       |

*بقي فقط لمدة شهر (من أبريل إلى ماي 2006) بنادي الخور 

وقع بتاربخ 3 يناير 2007 لنادي الرجاء البيضاوي

## روابط خارجية
- عبد الإله فهمي على موقع الاتحاد الدولي (مؤرشف)  (الإنجليزية)
- عبد الإله فهمي على موقع اتحاد تركيا (لاعب) (الإنجليزية)
- عبد الإله فهمي على موقع قاعدة بيانات كرة القدم.إي يو (الإنجليزية)
- عبد الإله فهمي على موقع ناشيونال فوتبول تيمز (الإنجليزية)